# Peter Leisching
Peter Leisching (* 8. Oktober 1933 in Wien; † 12. Jänner 1999 ebenda) war ein österreichischer Kirchenrechtler und ordentlicher Universitätsprofessor für Kirchenrecht an der Fakultät für Rechtswissenschaften der Leopold-Franzens-Universität Innsbruck.

## Leben
In Wien als Sohn eines Architekten 1933 geboren und aufgewachsen studierte Peter Leisching ebenfalls dort in den 40er und 50er Jahren Rechtswissenschaften. Sein besonderes Interesse galt schon im Studium der Kanonistik, was sich unter anderem in einer Anstellung als Assistent am Wiener Institut für Kirchenrecht (1955–1958) äußerte. Nach seiner Promotion im Jahr 1957 ging Leisching 1961 als Stipendiat des Österreichischen Kulturinstituts zwecks Forschungen am Vatikanischen Archiv nach Rom. Er hatte sich auf Anregung seines wissenschaftlichen Lehrers Willibald Plöchl, des Altmeisters der Kanonistik in Österreich, dem Forschungsthema „Bischofskonferenz“ mit besonderer Berücksichtigung der Entwicklung in Österreich unter Aufarbeitung der Bestände des Wiener erzbischöflichen Archivs, des Vatikanischen Archivs sowie der Akten des Wiener Nuntiararchivs zugewandt. Nach seinem Eintritt in das österreichische Bundesdenkmalamt als Rechtskonsulent im Jahr 1962 wurde Leisching 1964 mit der bereits im Jahr zuvor erschienenen Arbeit Die Bischofskonferenz. Beiträge zu ihrer Rechtsgeschichte mit besonderer Berücksichtigung ihrer Entwicklung in Österreich für das Fach Kirchliche Rechtsgeschichte an der Rechts- und Staatswissenschaftlichen Fakultät der Universität Wien habilitiert. Die Habilitationsschrift wurde mit dem Kardinal-Innitzer-Preis ausgezeichnet.
Im Jahr 1967 erfolgte die Ernennung zum ordentlichen Universitätsprofessor für Kirchenrecht an der Rechtswissenschaftlichen Fakultät der Universität Innsbruck, an der Leisching bis zu seinem Tod im Jahr 1999 wirkte. Zugleich war er in dieser Zeit Vorstand des Instituts für Kirchenrecht und Rechtsphilosophie, in den Jahren 1972/73, 1973/74 und 1977/78 zugleich auch Dekan der rechtswissenschaftlichen Fakultät. Als Dekan stellte Leisching die einleitenden Kontakte zu den Professoren der Juristenfakultät in Padua her und initiierte so das für Südtiroler Studierende geplante Studium des italienischen Rechts an der Universität Innsbruck. Über viele Jahre war Leisching Senatsbeauftragter für das Partnerschaftsabkommen mit der Maria-Curie-Skłodowska-Universität in Lublin, seit Beginn auch Mitglied der Senatskommission für zwischenmenschliche Kommunikation.
Leisching hielt bis zu seinem Tod Vorlesungen in Kirchenrecht, Staatskirchenrecht, Rechtsphilosophie und europäischer Rechtsentwicklung (kanonistische Tradition). Zudem war er langjähriger Lehrbeauftragter für die Fakultät für Architektur und Bauwesen in Innsbruck.
Er war Mitglied der legitimistischen katholischen Studentenverbindung K.Ö.L. Maximiliana Wien.
Leisching starb am 12. Januar 1999 unerwartet im Alter von 66 Jahren. Das Institut für Kirchenrecht wurde mit seinem Tod aufgelöst.

## Werk
Leischings wissenschaftliches Werk gilt vor allem seinem Fachgebiet, dem Kirchenrecht und der kirchlichen Rechtsgeschichte. Das in seiner Habilitationsschrift aufgenommene Thema Bischofskonferenz führte Leisching in verschiedenen Beiträgen weiter, hinzu kamen Abhandlungen zum 1983 in Kraft getretenen kirchlichen Gesetzbuch.
Besonderes Interesse galt der Consuetudo und Ratio, insbesondere der Gesetzeslehre des heiligen Augustinus im Werk des Isidor von Sevilla, im Dekret und der Panormia des Bischofs Ivo von Chartres sowie bei Tertullian.
Früh galt Leischings Interesse den staatskirchenrechtlichen Verhältnissen. Hier wandte er sich vor allem rechtsgeschichtlichen Fragen des Verhältnisses zwischen Staat und Kirche in Österreich, aber auch aktuellen Fragestellungen zu. Zu nennen ist insbesondere sein wohl letzter Beitrag Das Verhältnis von Staat und Kirche in der Republik Österreich, der erst nach seinem Tod in der zweiten Auflage des Handbuches des Katholischen Kirchenrechts erschien. Zudem hatte Leisching zu Beginn der frühen Siebzigerjahre die Unterschiede der Staatskirchenrechtssysteme in Europa in einer vergleichenden Darstellung beleuchtet.
An der von seinen Forschungen inspirierten und im Zentrum für Europäisches Recht an der Leopold-Franzens-Universität in Innsbruck initiierten und betreuten Universitätsvortragsreihe „Recht und Europa. Eine Ringvorlesung von Mitgliedern und Gästen der Innsbrucker Rechtsfakultät“ konnte er nicht mehr mitwirken.
Leischings wissenschaftliches Werk zeichnet sich im Übrigen durch Vielseitigkeit aus. Sein Interesse für Geschichte, Philosophie, Literatur und bildende Kunst ließ ihn rechtliche Phänomene stets in einem größeren kulturellen Zusammenhang sehen und begreifen. Seine Berührungen mit der Denkmalpflege und sein diesbezügliches Engagement, ebenso auch seine Beschäftigung mit der Literatur sowie die aktive Mitgestaltung in literarischen Vereinigungen finden Niederschlag in zahlreichen Beiträgen. So war Leisching Präsident der Wiener Bibliophilen Gesellschaft und des Österreichischen PEN-Clubs, des Österreichischen Schriftstellerverbandes, des Morgen-Kreises, der Grillparzer-Gesellschaft. Hinzu kommen Beiträge in Lexika, im Handwörterbuch zur deutschen Rechtsgeschichte, im Staatslexikon der Görres-Gesellschaft bis hin zur dritten Auflage des Lexikons für Theologie und Kirche. Nicht zuletzt beschäftigte Leisching sich eingehend mit Ernst Freiherr Moy de Sons, dem Begründer des Archivs für Kirchenrecht. In Würdigung seiner wissenschaftlichen Tätigkeit wurde Leisching zum 60. Geburtstag eine Festschrift gewidmet.

## Publikationen (Auswahl)
- Die Bischofskonferenz. Beiträge zu ihrer Rechtsgeschichte, mit besonderer Berücksichtigung ihrer Entwicklung in Österreich (= Wiener Rechtsgeschichtliche Arbeiten. Bd. VII). Wien/München 1963.
- mit Hans Foramitti: Wiederbelebung historischer Stadtviertel. Die Lösung in Frankreich als mögliches Vorbild, 1965.
- Vertrag – Raub – Partnerschaft: Ehe gestern heute morgen, München 1971.
- Kirche und Staat in den Rechtsordnungen Europas: ein Überblick. Freiburg i.Br. 1973.
- Beiträge zur Geschichte des mittelalterlichen Eherechts. Innsbruck 1978.
- Das neue Gesetzbuch der Katholischen Kirche: der Codex Iuris Canonici 1983. Vortrag gehalten vor der Niederösterreichischen Juristischen Gesellschaft am 29. September 1983 in Göttweig, St. Pölten 1984.
- Die Berufung von Kanonisten an die Innsbrucker Rechtsfakultät in den Jahren 1848–1908. In: Tiroler Heimat 48/49 (1984/85), S. 123–139.
- Aus der Zeit des Aufstiegs der österreichischen Kirchenrechtswissenschaft. In: Kurt Ebert, Nikolaus Grass (Hrsg.): Festschrift für Nikolas Grass zum 70. Geburtstag. Univ.-Verlag Wagner, Innsbruck 1986, ISBN 3-7030-0175-5, S. 303–316.
- Das Verhältnis von Staat und Kirche in der Republik Österreich. In: Hdb KathKR2, 1986, S. 1294–1308.
- Peter Leisching zum 60. Geburtstag. Hrsg. von Herbert Kolb und Richard Platz, Wien 1992.